# مفلسيم
مِفَلسيم (بالعبرية: מְפַלְּסִים) هي مستوطنة في جنوب إسرائيل، تقع بالقرب من قطاع غزة وتبلغ مساحتها 11 ألف دونم ، وتقع تحت إدارة مجلس باب النقب الإقليمي. في 2019 بلغ عدد سكانها 1,024 نسمة.

## التاريخ
تأسست مفلسيم في 1949 على يد أعضاء حركة الشباب هبونيم درور، وكان معظمهم من المهاجرين من يهود الأرجنتين والأوروغواي. وقد سميت بذلك تكريماً للمهاجرين من أمريكا اللاتينية الذين مهدوا الطريق للآخرين للهجرة.
في 1966 طلب السفير الأرجنتيني في إسرائيل من جوقة المستوطنة تقديم موسيقى شعبية أرجنتينية في حفل افتتاح البيت الأرجنتيني في القدس. وقد أدى هذا إلى إنشاء فرقة كونخونتو مفلسيم، وهي فرقة تعزف الموسيقى الأرجنتينية والأمريكية اللاتينية، وظهرت في الإذاعة والتلفزيون. كما سجلت الفرقة أيضًا العديد من الألبومات.
في 2005 استقبلت المستوطنة بعض العائلات التي تم إخلاؤها بعد تنفيذ خطة فك الارتباط. منذ 2001، تعرضت المستوطنة لعشرات الصواريخ التي أطلقت من قطاع غزة، مما أدى إلى تدمير بعض المباني، بما في ذلك روضة أطفال في 2012. في 2018 كانت القرية هي أول موقع يقع فيه حريق نتيجة هجمات البالونات الحارقة.
في أكتوبر 2023 تعرضت مفلسيم لهجوم حركة حماس والفصائل الفلسطينية ضمن عملية طوفان الأقصى، في الهجوم الأولي للحرب الفلسطينية الإسرائيلية 2023. خاضت قوات الأمن في المستوطنة معارك ضد الفصائل لساعات، حتى وصلت تعزيزات من الجيش الإسرائيلي وحيدت المزيد من المسلحين قرب المستوطنة. وأصيب عدد من أفراد المستوطنة، لكن لم تقع وفيات داخلها، رغم مقتل 3 مدنيين على الأقل خارج بوابات المستوطنة. تم إنشاء نصب تذكارية للزوجين وصديقهما الذين قُتلوا عندما ألقيت قنبلة يدوية على ملجئهم.

## الاقتصاد
في 2017، كانت مفلسيم تضم 430 فدانًا من حقول الحمضيات واللوز. وانضم مزارعو الفاكهة من مفلسيم إلى مزارعين آخرين في المنطقة، وطالبوا وزير الدفاع الإسرائيلي أفيغادور ليبرمان بمنح تصاريح دخول لمئات الغزيين للعمل في حقولهم. "مفلسيم-كفر غزة" هي جمعية تعاونية زراعية لزراعة الخضروات الجذرية مثل البطاطس والجزر على مساحة 14000 دونم (حوالي 3500 فدان).
في 2022، استحوذت مجموعة شيبوليت على مساحة 22 دونمًا من أراضي المستوطنة لإنشاء مركز لوجستي للشركات الصناعية.

## المعالم

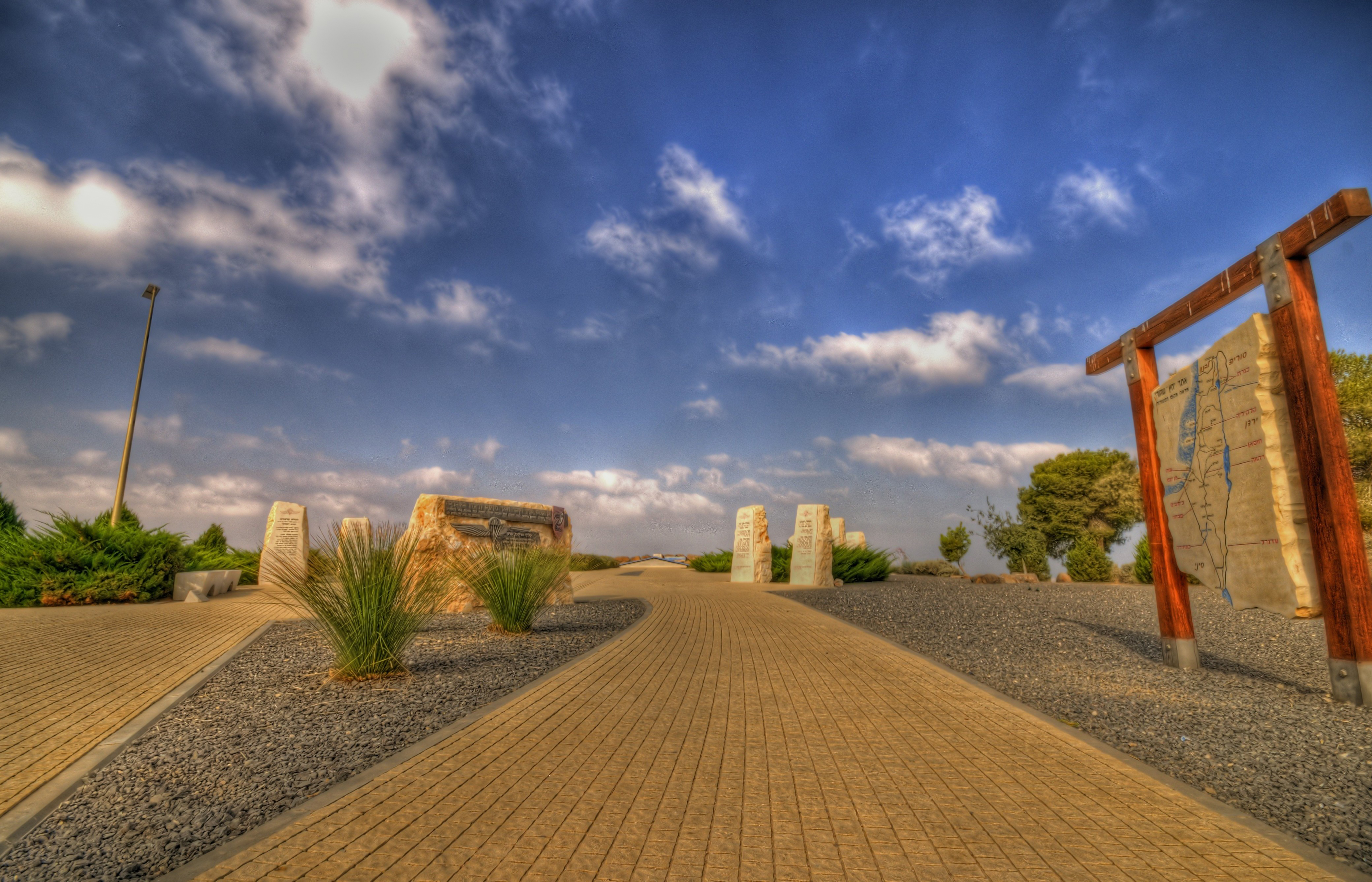
نصب السهم الأسود التذكاري

يقع النصب التذكاري لعملية السهم الأسود التابع للجيش الإسرائيلي على مشارف المستوطنة.

## الآثار
في 2017، أجرت هيئة آثار إسرائيل حفريات في تل عيريت، جنوب غرب مفلسيم. وهو موقع ورشة فخار يعود تاريخها إلى أواخر العصر البيزنطي (نهاية القرن السادس - بداية القرن السابع الميلادي).